# Distrito de Hildburghausen
El distrito de Hildburghausen (en alemán: Landkreis Hildburghausen) es el Landkreis (distrito rural) más meridional del estado federal de Turingia (Alemania. Los distritos vecinos son la ciudad Suhl, al noroeste el distrito de Ilm, al este el distrito de Saalfeld-Rudolstadt, al oeste el distrito de Sonneberg, al sudoeste y sur los distritos de Coburgo, Haßberge y Rhön-Grabfeld.

## Composición del distrito

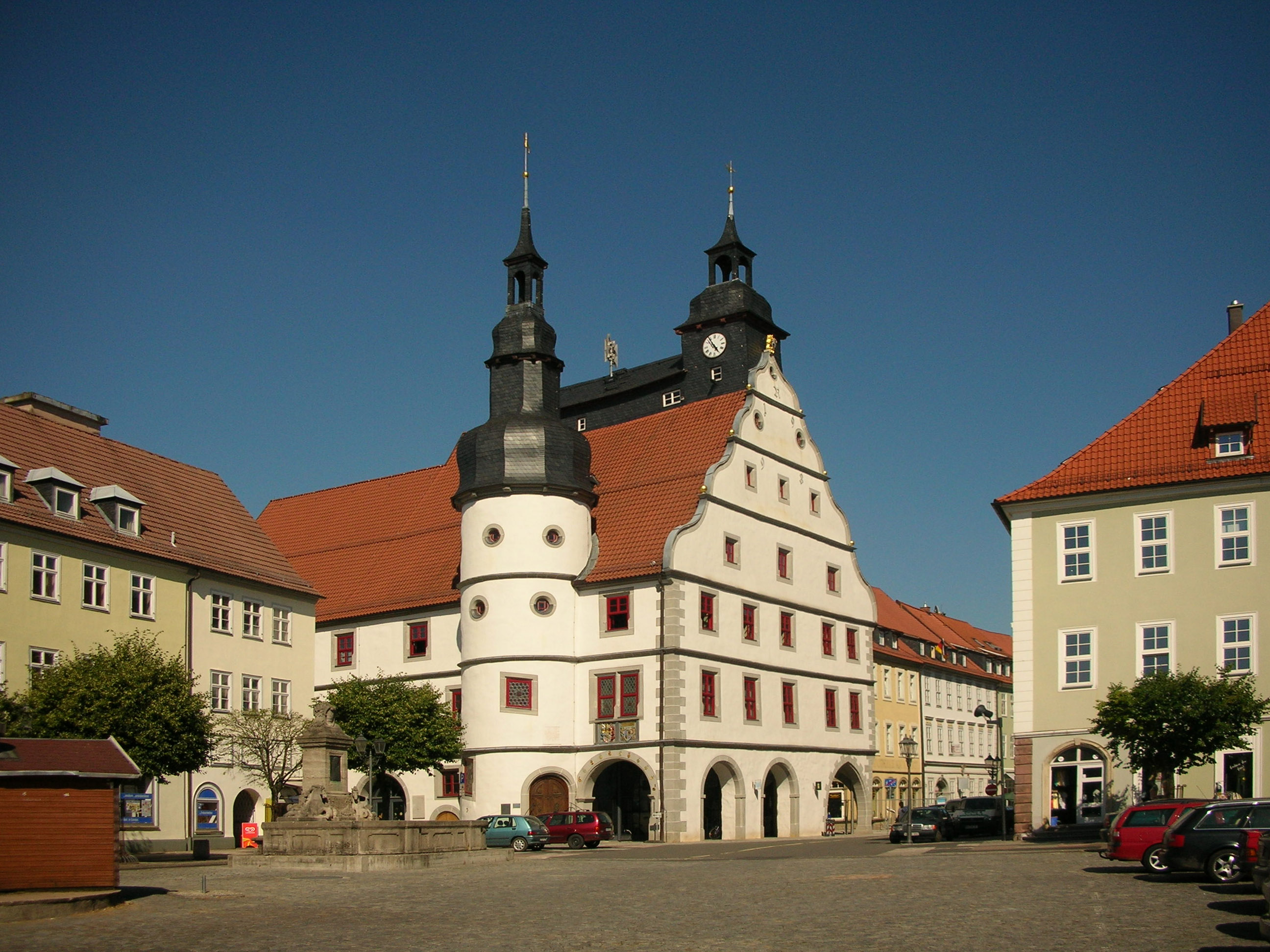
Ayuntamiento Hildburghausen.

(Habitantes a 30 de junio de 2006)
| - Hildburghausen (12.284) - Schleusingen (5.726) - Eisfeld (5.728) - Themar (3.099) - ¹Bad Colberg-Heldburg (2.234) - ¹Römhild (1.931) - ¹Ummerstadt (537) | - Auengrund (3.383) - Bockstadt (Ciudad Eisfeld) (311) - Brünn (Ciudad Auengrund ³) (457) - Gleichamberg (3.039) - Masserberg (2.784) - Nahetal-Waldau (3.343) - Sachsenbrunn (2.297) - St.Kilian (3.156) - Schleusegrund (3.332) - Straufhain (2.988) - Veilsdorf (3.165) |

### Agrupaciones administrativas
| Verwaltungsgemeinschaft Feldstein (5581) 1. Ahlstädt (143) 2. Beinerstadt (390) 3. Bischofrod (197) 4. Dingsleben (286) 5. Ehrenberg (207) 6. Eichenberg (189) 7. Grimmelshausen (195) 8. Grub (198) 9. Henfstädt (385) 10. Kloster Veßra (356) 11. Lengfeld (457) 12. Marisfeld (448) 13. Oberstadt (406) 14. Reurieth (961) 15. Schmeheim (345) 16. St.Bernhard (279) Verwaltungssitz ist Themar, was selbst nicht zur VG Feldstein gehört. | Verwaltungsgemeinschaft Gleichberge (4875) 1. Haina (1.068) 2. Mendhausen (336) 3. Milz (972) 4. Römhild, ciudad, Verwaltungssitz (1.931) 5. Westenfeld (395) Verwaltungsgemeinschaft Heldburger Unterland (5500) 1. Bad Colberg-Heldburg, ciudad, Verwaltungssitz (2.234) 2. Gompertshausen (579) 3. Hellingen (1.111) 4. Schlechtsart (168) 5. Schweickershausen (165) 6. Ummerstadt, Stadt (537) 7. Westhausen (582) |